# Ṉ
La N con un macron suscrito (mayúscula: Ṉ minúscula: ṉ): es una letra diacritizada del alfabeto latino derivada de la letra N, a partir de la agregación de un macrón suscrito.

## Uso
La letra se utiliza, entre otros, en Pitjantjatjara, Saanich y para transliterar la letra ன en el alfabeto tamil en el sistema ISO 15919.

## Codificación
La n con un macron inferior se puede representar con el siguiente código en Unicode:
| forma     | representación | Puntos de código | descripción                                     |
| --------- | -------------- | ---------------- | ----------------------------------------------- |
| Mayúscula | Ṉ              | U+1E48           | letra mayúscula latina N con un macron inferior |
| minuscule | ṉ              | U+1E49           | letra minúscula latina N con un macron inferior |